# Messerschmitt Me 209
A Messerschmitt Me 209 a német Harmadik Birodalom által fejlesztett repülőgép, ami a sebességi rekordkísérletek megdöntésére szolgált. 1939. április 26-án Fritz Wendel gyári berepülőpilóta a V1-es verzióval 755 km/h sebességet ért el, ezt csak 1969-ben döntötték meg a kategóriájában.

## Története

### Fejlesztése
Lényegében a Bf 109 altípusának tekinthető. De mégis külön típus, mert az Me 209 kizárólag a sebességi világrekord felállítása miatt lett kifejlesztve. Egy darab Daimler–Benz DB 601 motor hajtotta, amit később a Bf 109-be is beszereltek.

### Rekordok
1939. április 26-án Fritz Wendel gyári berepülőpilóta a V1-es verzióval 755 km/h sebességet ért el, ezt csak 1969-ben döntötték meg a kategóriájában. 1941 októberében Heini Dittmar az Me 163-mal megdöntötte a sebességi világrekordot. Nem hivatalosan 1969. augusztus 16-án Darryl Greenamyer egy erősen módosított F8F Bearcat repülőgéppel döntötte meg a rekordot a kategóriában.

### Harci alkalmazásról való elképzelés
A Me 209-et mint harci repülőgépet akarták használni. A Bf 109-nek nem sikerült megszereznie a légi fölényt Nagy-Britannia felett, (angliai csata) a Supermarine Spitfire miatt. A repülőgép alkalmatlan volt a légiharcra. A szárnyakat szinte teljesen elfoglalta a hűtőrendszer, ezért oda nem lehetett fegyverzetet telepíteni. A repülőgép rosszul manőverezett, karbantartása rendkívül nehéz volt. A fejlesztők azzal próbálkoztak, hogy megnövelték a szárnyak hosszát, a függőleges vezérsíkot magasabbra helyezték és a repülőgép motorburkolata alá 2 darab 7,92 MG 17 géppuskát helyeztek. A módosítások miatt azonban olyannyira megnövekedett a repülőgép súlya, hogy lassabb lett, mint az akkor szolgálatban álló Bf 109 E.

### Propaganda
Az Me 209 nevében keresték a lehetőséget propaganda szempontjából. A Bf 109-est le akarták váltani, hogy helyébe az Me 209 kerüljön. Utána átnevezték volna, Bf 109R-re hogy nőjön a legyőzhetetlenségi hírneve.

### Túlélő
Egy darab túlélő törzs maradt. Ezt ma a Lengyel Repülési Múzeumban őrzik, Krakkóban. A gép Hermann Göring gyűjteményébe tartozott, valószínűleg egy támadás áldozata lett a gép, ami miatt csak a repülőgéptörzs maradt meg.

## Műszaki adatok

### Me 209 V1
- Személyzet: 1
- Hossz: 7,24 m
- Szárnyfesztáv: 7,8 m
- Magasság: 3,2 m
- Motor: 1 × Daimler-Benz DB 601ARJ fordított V-12-es vízhűtéses motor, 1324 kW (1775 LE)
- Max. sebesség: 755 km/h